# Region Delty Rzeki Czerwonej
Region Delty Rzeki Czerwonej (wiet. Đồng Bằng Sông Hồng) – region Wietnamu, w północnej części kraju.
Obszar regionu jest równinny, uformowany przez Rzekę Czerwoną oraz jej odnogi, uchodzące do Zatoki Tonkińskiej, tworząc deltę. Region jest bardzo gęsto zaludniony, a jego powierzchnia wynosi około 15 tys. km². Znaczna część obszarów wykorzystywana jest pod uprawę ryżu.
W skład regionu wchodzi osiem prowincji i dwa miasta wydzielone – Hanoi (stolica kraju) oraz Hajfong.

## Prowincje
- Bắc Ninh
- Hà Nam
- Hải Dương
- Hưng Yên
- Nam Định
- Ninh Bình
- Thái Bình
- Vĩnh Phúc

## Miasta wydzielone
- Hanoi
- Hajfong